# Slag bij de Ogaden
De Slag bij de Ogaden was een veldslag van 14 tot 25 april 1936 ten zuiden van Harar en Jijiga tussen de Italianen en de Ethiopiërs op het zuidelijk front van de Tweede Italiaans-Ethiopische Oorlog.

## Voorgaande

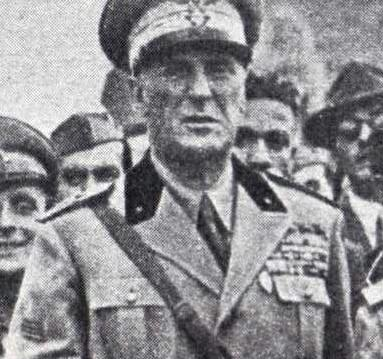
Rodolfo Graziani

Op 3 oktober 1935 was generaal Rodolfo Graziani vanuit Italiaans Somaliland het zuiden van Ethiopië binnengetrokken.
Ras Desta Damtew had met zijn leger van 40.000 man een tegenaanval ingezet tegen Italiaans Somaliland, maar was verslagen in de Slag bij Genale Doria. Van 12 tot 20 januari 1936 had de Italiaanse luchtmacht zijn leger vernietigd.
Op 31 maart had maarschalk Pietro Badoglio het laatste Ethiopisch leger op het noordelijk front persoonlijk geleid door keizer Haile Selassie verslagen in de Slag bij Maychew.
Graziani wou zijn deel van de roem en zette in het zuiden een offensief in tegen het leger van ras Nasibu Zeamanuel.

## Ethiopische verdediging

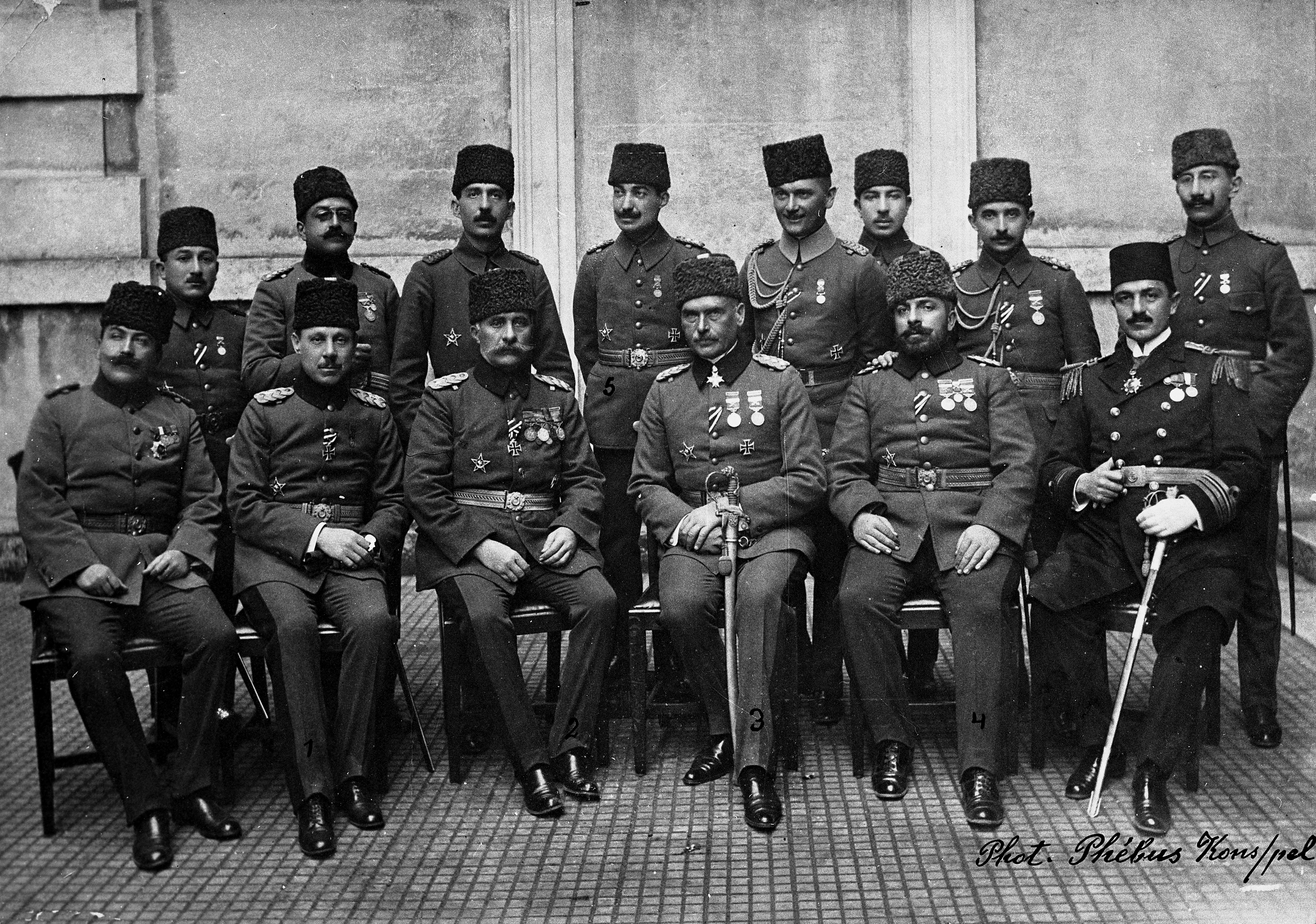
De Ottomaanse generaal Vehib Pasja (rechts) organiseerde de Ethiopische verdediging

In april 1936 lag ras Nasibu met 28.000 man en twee bataljons van de Keizerlijke Wacht tegenover Graziani. Hij beschikte bovendien over de garnizoenen van Jijiga en Harar. Ras Nasibu lag ingegraven rond Degehabur en Sassabaneh ten zuidoosten van Harar. De verdediging met loopgraven en artilleriestellingen was ontworpen door zijn stafchef pasja Mehmet Vehib Kaçı, een Ottomaanse generaal die zich had onderscheiden in de Slag om Gallipoli.

## Bommen op Harar
Zowel Pietro Badoglio als Benito Mussolini porden Graziano aan tot actie.
Op 29 maart zond Graziani 33 bommenwerpers met twaalf ton bommen naar Harar, hoewel er zich sinds 2 december 1935 geen militairen ophielden. Graziani hield op na berichten in de Europese pers.

## Drie colonnes voorwaarts

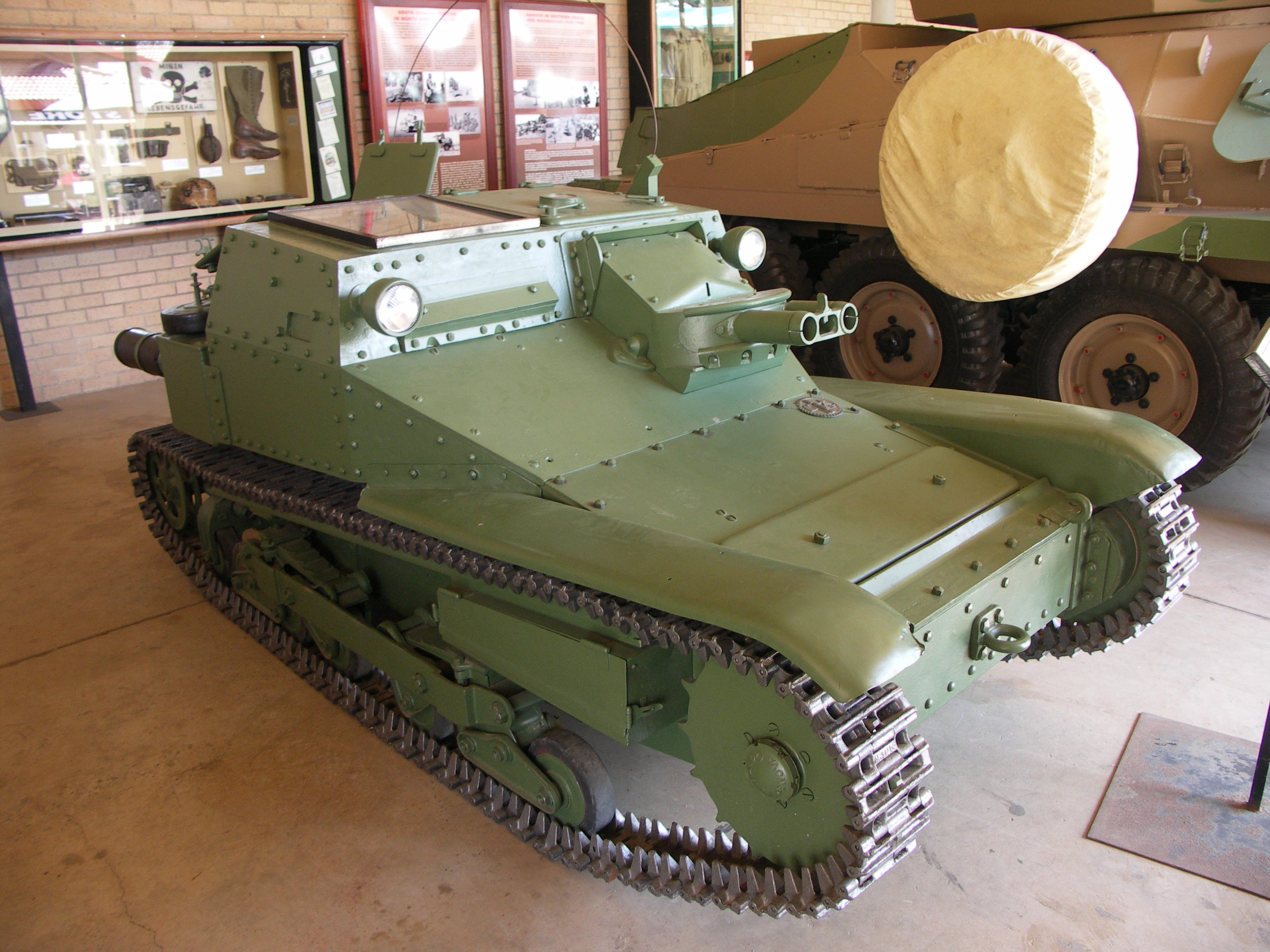
Een Fiat Ansaldo L3/35 tankette

Graziani beschikte over 38.000 man, waarvan 15.600 Italianen en de rest Libiërs. Graziani stuurde ze op 14 april in drie colonnes vooruit. De koloniale troepen gingen voorop en de Divisie Peloritana en de zwarthemden hield hij in reserve.
De eerste colonne onder generaal Guglielmo Nasi moest rechts de verdediging bij Janogoto en Dagahamodo doorbreken. De tweede colonne onder generaal Luigi Frusci moest de verdedigingslijn frontaal aanvallen. De derde colonne onder generaal Agostini moest links aanvallen. Door hevige regen, overstromende rivieren en dikke modder kwamen de Italianen de eerste dag traag vooruit. Ook de luchtmacht kon niet vliegen door het slechte weer.
De Libiërs van de eerste colonne ondervonden de volgende twee dagen sterke tegenstand en kwamen daardoor nauwelijks vooruit. L3/35 tankettes, vlammenwerpers en artillerie werden aangevoerd om de Ethiopiërs uit hun holen te verdrijven.
Tegen 23 april lagen alle drie de colonnes voor de verdedigingslinie. Bij het ochtendgloren van 24 april brak de strijd los.
Op 25 april braken de Italianen door de weerstand en begonnen de Ethiopiërs terug te trekken.
Degehabur viel op 30 april en ras Nasibu trok zich terug naar Harar.

## Nasleep
In tien dagen vechten hadden de Italianen 2000 doden, en de Ethiopiërs 5000. Op 2 mei vluchtte keizer Haile Selassie het land uit en op 3 mei volgde een derde van de officieren op het zuidelijk front zijn voorbeeld. Ras Nasibu vergezelde de keizer in ballingschap. Het leger van 'Ras Nasibu ontkwam in de bergen. Graziani bereikte Harar op 8 mei.